# Jolanda Plijter
Jolanda Plijter (1 februari 1984) is een Nederlands hockeyster, die tot op heden (peildatum 22 oktober 2008) drie interlands (nul doelpunten) heeft gespeeld voor de nationale vrouwenploeg. Haar debuut voor Oranje was in juni 2003 op het zeslandentoernooi te Busan, Zuid-Korea. Prijzen werden met Oranje in de zaal behaald: op 18 februari 2007 werd te Wenen de wereldtitel Zaalhockey veroverd. Een unicum in de Nederlandse vrouwenhockeyhistorie, nimmer waren de Nederlandse dames wereldkampioen in de zaal. Een jaar later volgde brons op het Europees Kampioenschap te Almería, Spanje.
Plijter speelt thans in de hoofdmacht van HC Klein Zwitserland uit Den Haag, positioneel achter op het middenveld. Haar hockeycarrière startte in Leiderdorp bij Alecto. In de zaalcompetitie kwam ze meermalen uit voor HGC.

## Belangrijkste prestaties
- WK Zaalhockey 2007 te Wenen (Oos)
- Eurohockey Indoor Nations kampioenschap 2008 te Almería (Spa)
- Wereldkampioenschap zaalhockey 2011 te Poznań